# С тобой мы в разлуке
«С тобой мы в разлуке» (яп. 君と別れて, Kimi to wakarete; англ. Apart from You) — японский немой чёрно-белый фильм-драма 1933 года режиссёра Микио Нарусэ, одного из выдающихся японских кинорежиссёров первого поколения.

## Сюжет
Чтобы воспитать и дать образование своему сыну, вдова Кикуэ устраивается на работу гейшей. Она стареет и со временем её клиенты уходят от неё к более молодым гейшам, да и дома не всё в порядке: сын Ёсио стыдясь работы матери начал прогуливать занятия в школе и связался с плохой компанией. Однажды к ней в гости заходит её молодая товарка Тэругику и вдова, зная, что её сын дружен с молодой девушкой просит поговорить с ним… Между Тэругику и Ёсио чувства становятся всё сильней, но Тэругику должна уехать на заработки в другой город, однако пред расставанием она убеждает Ёсио изменить его отношение к матери.
В фильме «С тобой мы в разлуке», его (Нарусэ) дар раскрывается в сценах, подобных той, в которой мать парня, глядя в зеркало, находит седые волосы, но в настоящее время их столь много, что нет смысла их удалять.  В другой сцене она выражает своё презрение к своим конкуренткам, напившись перед человеком, который изменил ей с более молодой гейшей.

## В ролях
- Мицуко Ёсикава — Кикуэ
- Акио Исоно — Ёсио
- Сумико Мидзукубо — Тэругику
- Рэйкити Кавамура — отец Тэругику
- Рюко Фудзи — мать Тэругику
- Ёко Фудзита — сестра Тэругику
- Дзюн Араи — муж Кикуэ
- Тёко Иида — хозяйка дома гейш
- Томио Аоки — юный брат Тэругику
- Кинуко Вакамидзу — эпизод
- Урэо Эгава — гость